# Abadia de Selz
Abadia de Selz ou Abadia de Seltz (em alemão:  Kloster Selz; em francês:  Abbaye de Seltz) é um antigo mosteiro e abadia imperial em Seltz, anteriormente Selz, na Alsácia, França.

## História
O mosteiro beneditino, dedicado a São Pedro e São Paulo, foi fundado em cerca de 991 por Adelaide da Itália, a segunda esposa de Otto I e imperatriz viúva, mais tarde Santa Adelaide, que foi enterrada lá em 16 de dezembro de 999. Em janeiro de 992, foi concedido tuitio real e imunidade (aproximadamente o equivalente da tarde imediatismo imperial ) por Otto III.
A abadia sofreu graves inundações em 1307 e foi reconstruída entre 1307 e 1315. As relíquias de Santa Adelaide, que aparentemente sobreviveram às inundações, foram transferidas para a igreja de Santo Estêvão em Seltz. Uma casa-filha da abadia, fundada em Mirmelberg em 1197, foi levada pelas inundações em 1469.
A abadia foi secularizada em 1481 e os monges formaram um colégio de cânones que funcionavam como o capítulo da igreja próxima de Santo Estêvão (a uma milha de distância da abadia), mantendo alguns dos privilégios da antiga fundação, embora nem todos os bens.
O capítulo tornou-se protestante em 1575 e foi mediatizado pelo eleitorado do Palatinado. A maioria dos edifícios monásticos foi extraída desde o início do século XVII, exceto um que havia sido usado como academia reformada para jovens nobres em 1575, mas foi fechado em 1577 porque o novo eleitor era luterano.
O capítulo protestante voltou a ser canônico em 1684, depois que Seltz foi anexado pela França (em 1680) e a população local foi reconvertida ao catolicismo romano. Foi dissolvido pelo bispo de Estrasburgo (com a aprovação do rei da França) em 1692.
A paróquia de Seltz foi dissolvida durante o governo da Convenção Nacional (1792-1795) e a igreja de Santo Estêvão foi incendiada pelas tropas austríacas após a Batalha de Seltz, em 23 de outubro de 1793. A igreja sobreviveu no entanto e a paróquia foi recriada em 1801, no tempo do consulado francês. A igreja foi extensivamente reconstruída sob o domínio do Império Alemão (que anexou a Alsácia em 1870) para a ocasião do aniversário da morte da Imperatriz Adelaide em 1899.

A igreja foi quase destruída durante a Segunda Guerra Mundial . A restauração foi concluída em 1958.